# Rezerwat przyrody Las Dębogórski
Rezerwat przyrody Las Dębogórski – leśny rezerwat przyrody położony na terenie gminy Widuchowa w powiecie gryfińskim (województwo zachodniopomorskie).

## Powołanie
Obszar chroniony utworzony został 24 grudnia 2024 r. na podstawie Zarządzenia Regionalnego Dyrektora Ochrony Środowiska w Szczecinie z dnia 4 grudnia 2024 r. w sprawie uznania za rezerwat przyrody „Las Dębogórski” (Dz. Urz. Woj. Zach. z 2024 r., poz. 6025), powstał w ramach inicjatywy „100 rezerwatów na 100-lecie Lasów Państwowych”. Pierwsze propozycje jego utworzenia pojawiły się w ewaluacji przyrodniczej gminy Widuchowa autorstwa Biura Konserwacji Przyrody w Szczecinie z roku 2006 (pod nazwą
„Widuchowskie Górki” i z obszarem większym niż ostatecznie powołany). Jest to pierwszy rezerwat w gminie Widuchowa (razem z utworzonym tego samego dnia Torfowiskiem Żelechowo).

## Położenie
Rezerwat ma 39,78 ha powierzchni, zaś jego otulina – 18,19 ha. Znajduje się w mezoregionach Równina Wełtyńska i w niewielkim stopniu Dolina Dolnej Odry. Leży w obrębie ewidencyjnym Dębogóra (otulina także w obrębie Widuchowa). Rezerwat położony jest blisko koryta Odry, od którego częściowo oddzielają go Sarbskie Górki z wysokościami 72,6 m n.p.m. (Słowiańska Góra). Znajduje się on w całości w granicach terenów Natura 2000: specjalnego obszaru ochrony siedlisk Dolna Odra PLH320037 i obszaru specjalnej ochrony ptaków Dolina Dolnej Odry PLB320003.

## Charakterystyka
Celem ochrony rezerwatowej jest „zachowanie dobrze wykształconych zbiorowisk wiekowych grądów z bogatą florą i mykoflorą w młodoglacjalnym krajobrazie wysoczyzny morenowej przy strefie krawędziowej doliny Odry”. Ze względu na dominujący przedmiot ochrony typ obszaru chronionego określono jako fitocenotyczny, a podtyp – zbiorowisk leśnych, natomiast ze względu na główny typ ekosystemu typ określono jako leśny i borowy, a podtyp – lasów nizinnych.
Rezerwat skupia dobrze rozwinięte ekosystemy chronione dyrektywą siedliskową: łęgi wierzbowe, topolowe, olszowe i jesionowe (Salicetum albo-fragilis, Populetum albae, Alnenion glutinoso-incanae) i olsy źródliskowe, grąd subatlantycki (Stellario-Carpinetum) oraz grąd środkowoeuropejski i subkontynentalny (Galio-Carpinetum, Tilio-Carpinetum). Występują w nim duże zasoby martwego drewna i drzew biocenotycznych, a także osobliwe grądy w strefie przejściowej z udziałem gatunków charakterystycznych dla muraw kserotermicznych i ciepłolubnych grądów. Obszar chroniony pokrywa kompleks starych lasów w obrębie wysoczyzny morenowej, obejmujący wzniesienia o dość dużych wysokościach względnych (najwyższa Bycza Góra mierzy 57,6 m n.p.m.). Poprzecinany jest małymi ciekami wodnymi i dróżkami leśnymi.
Na terenie obszaru chronionego występuje chroniony błyskoporek podkorowy, a także gatunki z Czerwonej listy grzybów wielkoowocnikowych: suchogłówka korowa, różnoporek dwuwarstwowy, woszczyneczka obrzeżona, zmiennoporek szklisty, kisielnica trzoneczkowa, sinoborowik klinowotrzonowy, grzybolubka purchawkowata, czyrogmatwica sosnowa, grzybówka szafranowa, świecznik rozgałęziony, smolucha bukowa, boczniak łyżkowaty. Miejsce to określono jako potencjalne refugium dla gatunków puszczańskich fauny.
Według stanu na grudzień 2024 rezerwat nie ma wyznaczonego planu ochrony ani zadań ochronnych.